# Горно езеро
Горното езеро (на английски: Lake Superior; на френски: Lac Supérieur) е най-голямото от петте Големи езера в Северна Америка. На север граничи с канадската провинция Онтарио и с американския щат Минесота, а на юг – с американските щати Уисконсин и Мичиган. Това е най-голямото сладководно езеро в света по площ (82 103 км2), ако се приеме че езерото Хюрън и езерото Мичиган са два отделни водни басейна.. Площта само на канадската територия на езерото е 28 700 км2, като по този начин то е 3-то по големина езеро в Канада и 2-рото в провинция Онтарио. Надморската височина на водата е 183 м.
Горното езеро е третото най-голямо сладководно езеро в света по обем (11 600 km3), след Байкал в Русия и Танганика в Африка.

## География

### Географско положение
Езерото се намира на границата между САЩ и Канада, като близо 1/3 от площта му (28 700 км2) са на канадска територия (провинция Онтарио), а останалите 53 403 км2 – на американска (щатите Мичиган, Минесота и Уисконсин). Горно езеро е петото (четвърто) по ред езеро от долу нагоре след Онтарио, Ери, Хюрън и Мичиган от групата на Големите езера в Северна Америка. Езерото е на 7 м по-нависоко от Хюрън, в което се оттича чрез река Сейнт Мъри.

### Батиметрия
От запад на изток дължината на езерото е 563 км, а максималната му ширина от юг на север – 257 км. Обемът на водата е 11 600 км3. Максималната му дълбочина е 406 м в югоизточната част на езерото. Водното ниво на езерото се намира на 183 м н.в., което през годината се колебае в граници от +0,36 м до -0,41 м, като обикновено най-високо е нивото през месеците октомври и ноември, а най-ниско в периода от януари до юни.
Водата в езерото е с почти постоянна температура – около 4 °C (малко по-висока през лятото и по-ниска през зимата), като много рядко замръзва. Само в крайбрежните, плитки части се образува ежегодна ледена покривка от началото на декември до края на април.

### Брегове, острови, водосборен басейн, пристанища
Бреговата линия на езерото е сравнително слабо разчленена и е с обща дължина от 4 3 85 км. В югозападната част на езерото има два по-големи залива – Кивино и Уайтфиш, а в близост главно до северните брегове са разположени по-големите острови Айл Роял, Сейнт Игнас, Мишпикотен и о-вите Апостоли (в югозападната част). Северните брегове на Горно езеро са високи (до 400 м) и скалисти, а южните са предимно полегати, с обширни плажове.
Водосборният басейн на езерото е 127 700 км2 и като се пребави към него и площта на езерото общата водосборна площ става 209 800 км2. В езерото се вливат над 200 реки, по-големи от които са Нипигон, Сейнт Луис, Пигеон, Пик, Уайт, Мишпикотен, Каминистикуа, Уисконсин и Брул, а изтича само една – Сейнт Мъри, дължина 112 км в езерото Хюрън.
По бреговете на езерото са разположени множество населени места, някои от които с големи престанища – Дълют, Сюпириор, Ашлънд, Маркет (САЩ); Тъндър Бей (Канада).
Национални паркове: „Айл Роял“ (на едноименния остров в Горно езеро, САЩ), „Пукаскуа“, Канада.

## История
На езика оджибве езерото се нарича Gichigami, което се превежда като „голяма вода“. В „Песента на Хиауата“ Хенри Уадсуорт Лонгфелоу индианското име на езерото се среща като „Gitche Gumee“.
Според официално приетата версия Горно езеро е открито от френския трапер, изследовател на Канада и Големите езера Етиен Брюле през лятото на 1621 г., когато от езерото Хюрън се изкачва с група индианци по река Сейнт Мъри и пръв достига до езерото.
През средата на 17 век френските изследователи наричат езерото (на френски: le lac supérieur), което ще рече „най-горното езеро“, тъй като е най-високо разположеното от всички пет Големи езера. По-късно англичаните адаптират френското име, като поясняват, че езерото е най-голямото (на английски: superior) на континента..